# حواء الأنصارية
حواء بنت يزيد بن سنان الأنصاريَّة، امرأة قيس بن الخطيم. أسلمت وكانت تكتم زوجها قيساً إسلامها. ويقال أنه لما قدم قيس مكة حين خرجوا يطلبون الحلف من قريشٍ عرض عليه رسول الله  الإسلام فاستنظره قيس حتى يقدم المدينة، فسأله رسول الله  أن يجتنب زوجته حوّاء وأوصاه بها خيراً، وقال له أنها قد أسلمت. ففعل قيس وحفظ وصيِّة رسول الله  فيها. يذكر البعض أن قيسا لم ير النبي محمد بن عبد الله قط ولذا ينفون عنه هذه القصة.

## احاديث رواتها
حدثنا أحمد بن علي الأبار ، ثنا أمية بن بسطام ، ثنا يزيد بن زريع ، ثنا روح بن القاسم ، عن زيد بن أسلم ، عن ابن بجيد الأنصاري ، عن جدته ، عن النبي صلى الله عليه وسلم قال : " لا تردوا السائل ، ولو بظلف محرق " .